# Zaczarowany Ogród
Zaczarowany Ogród, česky lze přeložit jako Kouzelná zahrada, je populární botanická zahrada a park s labyrintem v Arboretu Bramy Morawskiej v městském lese Las Miejski Obora v městské čtvrti Markowice města Ratiboř (Racibórz) v jižním Polsku a v Horním Slezsku. Geograficky se nachází v okrese Ratiboř, Slezském vojvodství, nížině Ratibořská kotlina a krajinném parku Park Krajobrazowy Cysterskie Kompozycje Krajobrazowe Rud Wielkich.

## Historie
Výstavba zahrady započala v roce 2008 a slavnostně byla otevřena 22. června 2012.

## Popis zahrady
Nachází se v nadmořské výšce 194 m v severozápadní části Arboreta Bramy Morawskiej na přibližně půlkruhové oplocené ploše 1,1 ha. V centrální části zahrady, v půdorysném pohledu, je výsadba provedena ve tvaru květiny s pěti okvětními lístky umístěné uprostřed okolních lesů. Další atrakcí je stálezelený labyrint vytvořený z jehličnatých rostlin. Zahrada vznikla s cílem prezentace sbírky rostlin a přírodního dědictví Slezska a také upozornit veřejnost na význam rostlin v lidském životě. Plní tak rekreační i vzdělávací funkci. Zahrada je vybavena lavičkami pro posezení. Zajímavá výsadba zahrady také vynikne při panoramatickém výhledu z vyhlídkové plošiny Platforma widokowa w Oborze, která je umístěna ve svahu nad zahradou.

## Další informace
V letní sezómě v době otvíracích hodin je zahrada volně přístupná. Nachází se na mezinárodní slezské turistické trase Stezka rozhleden a vyhlídkových míst v Euroregionu Silesia a dálkové turistické trase Szlak Husarii Polskiej.

## Galerie

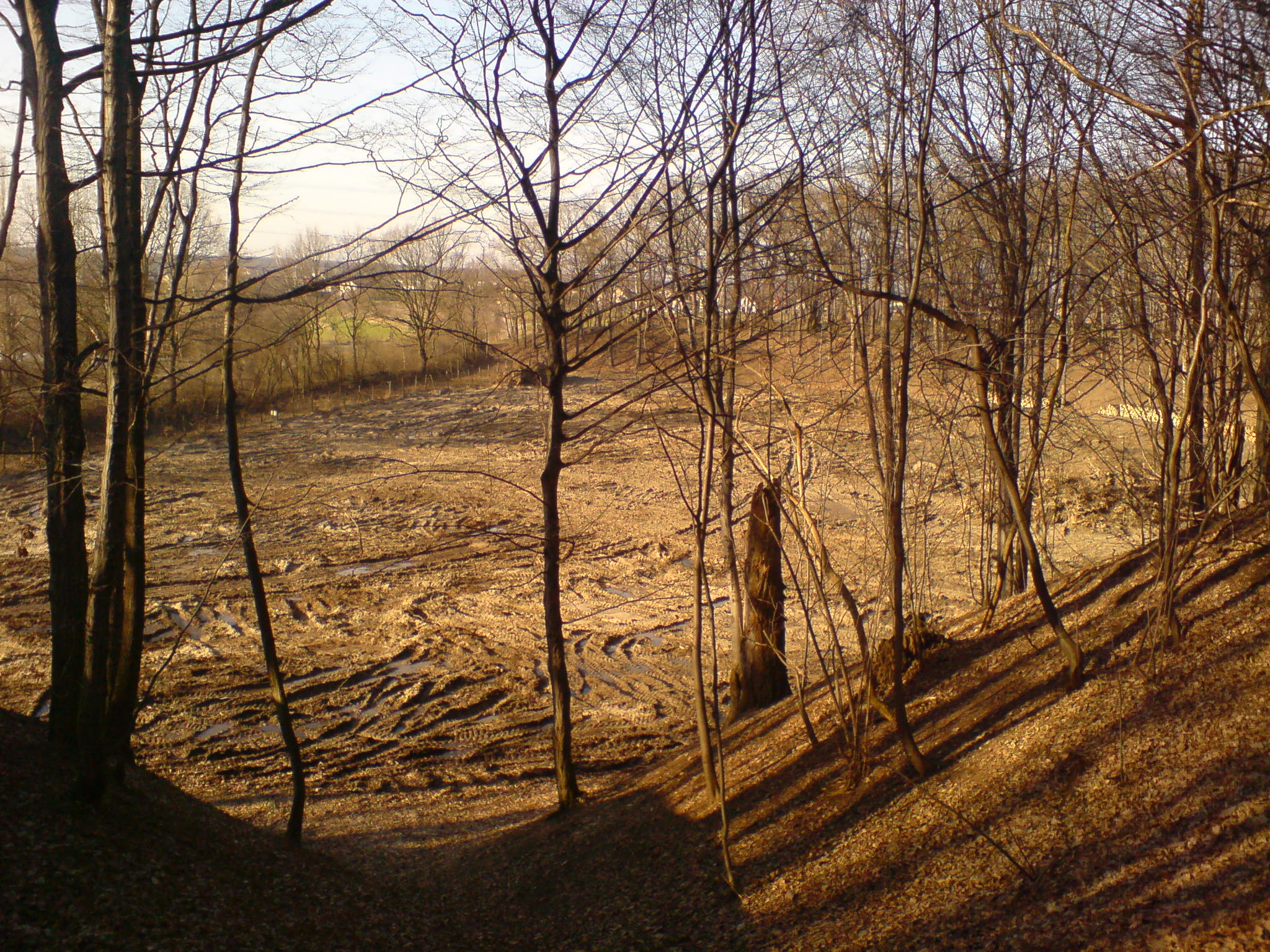
Výstavba, rok 2009
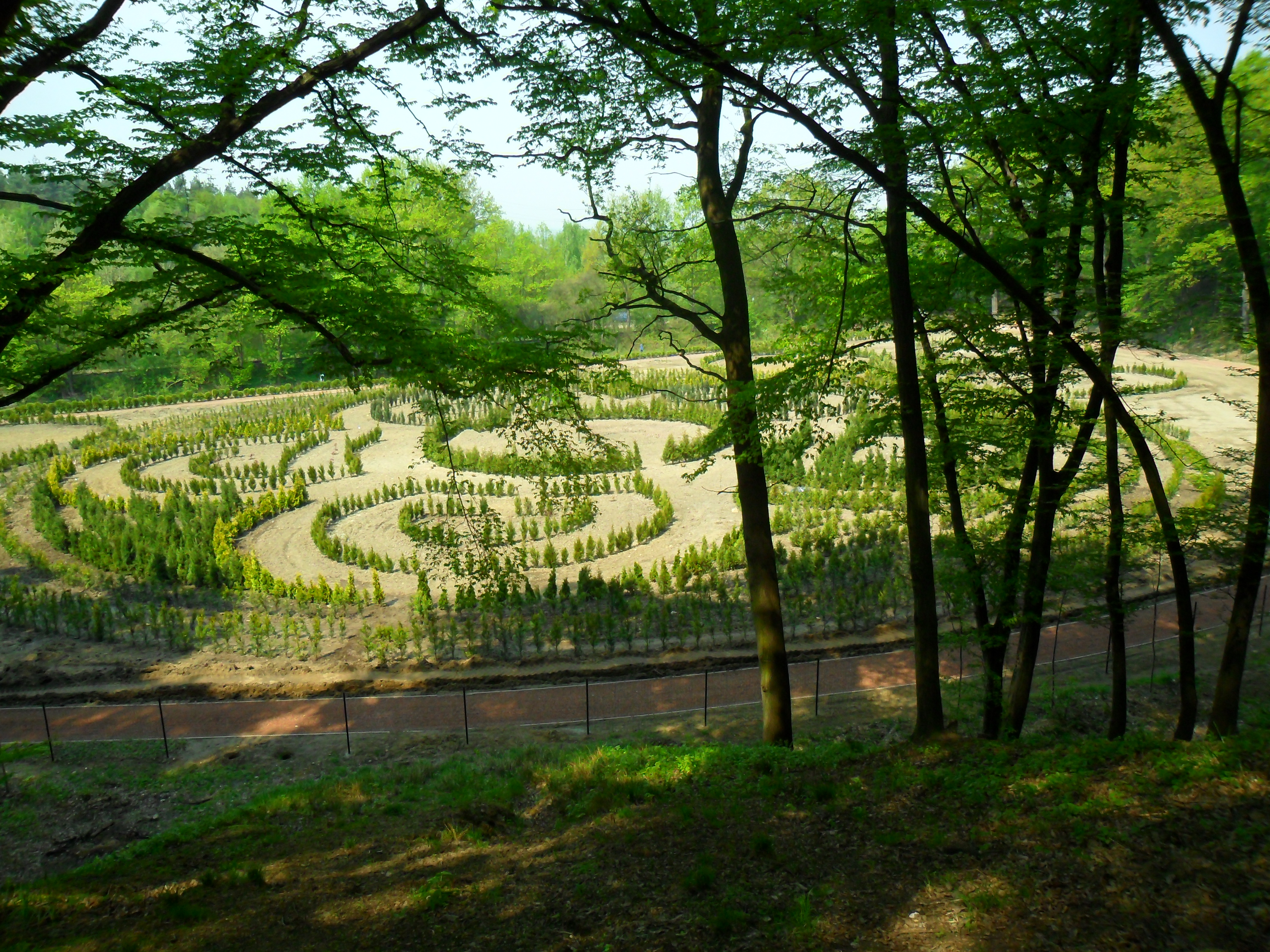
Zahrada, rok 2011
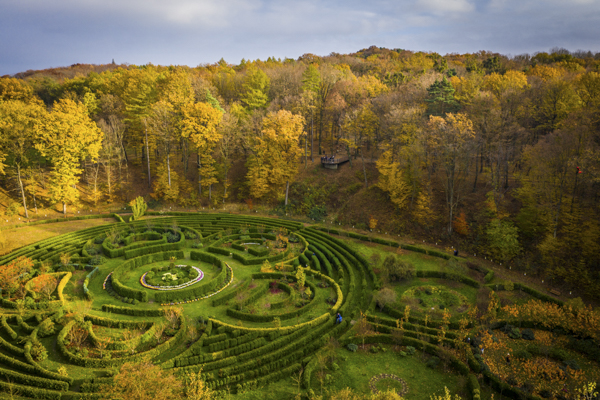
Zahrada, rok 2022
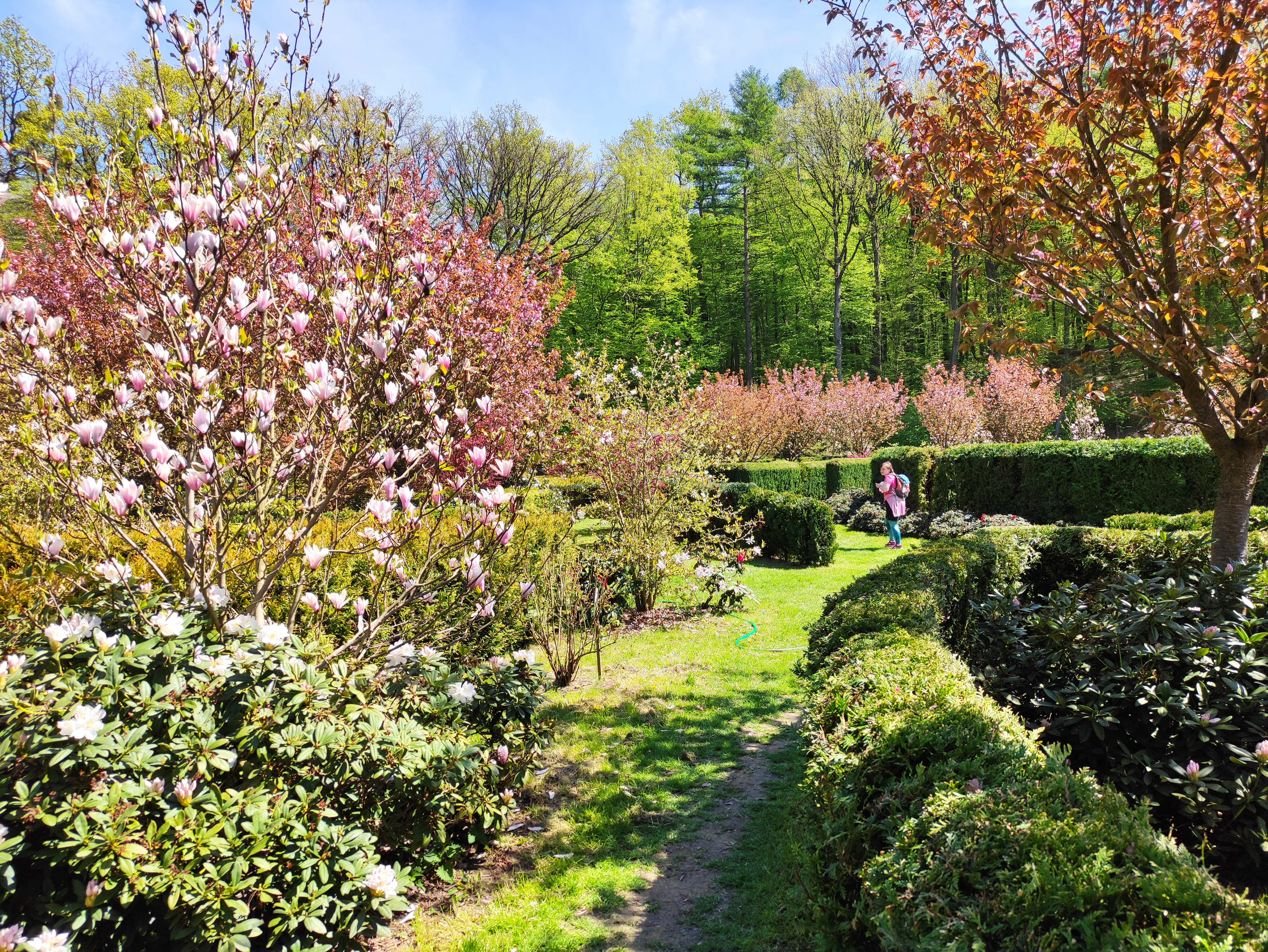
Zahrada, rok 2023
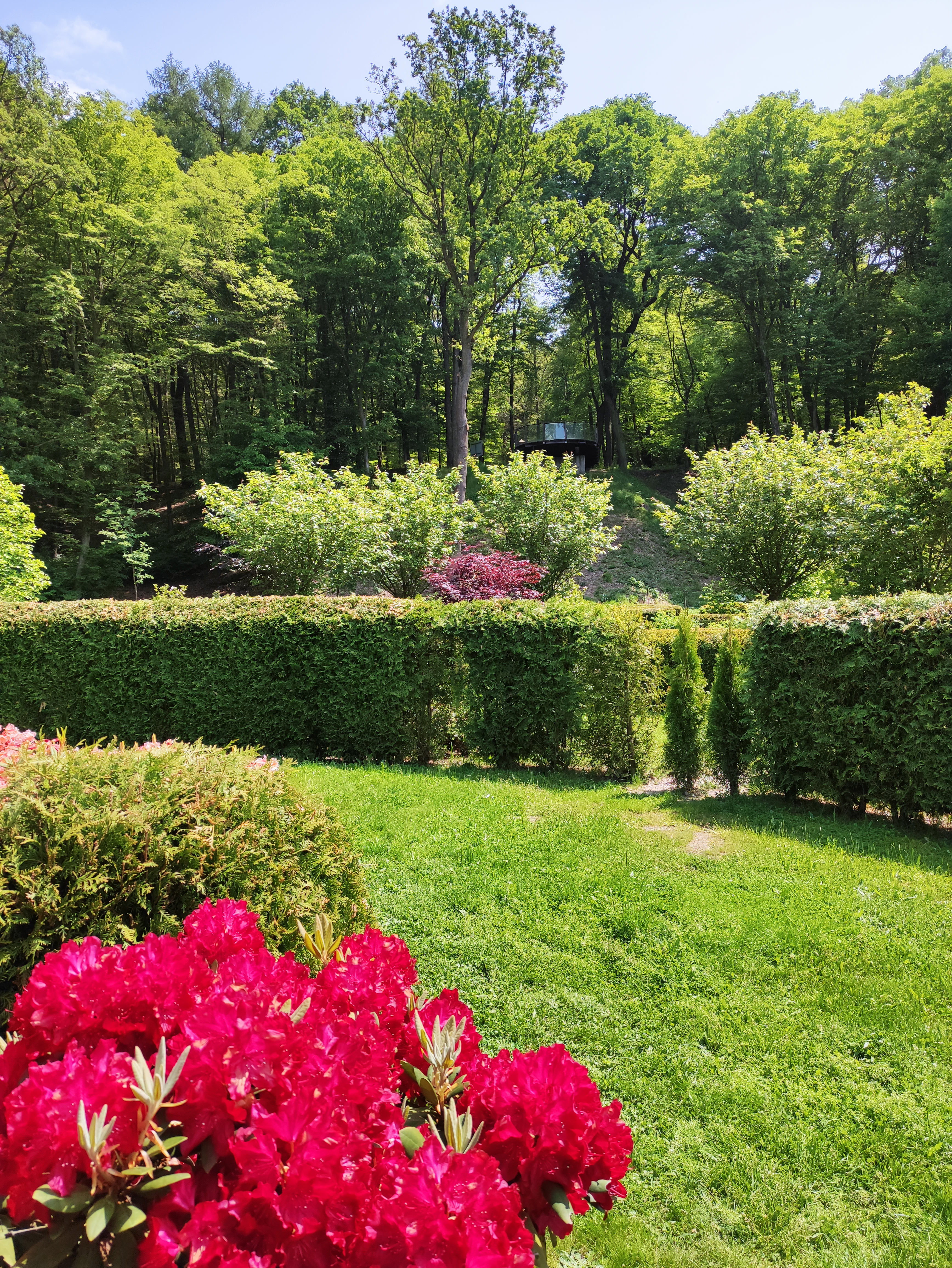
Zahrada, rok 2023